# Simandre
Simandre ist eine französische Gemeinde im Département Saône-et-Loire in der Region Bourgogne-Franche-Comté. Sie gehört zum Arrondissement Louhans und zum Kanton Cuiseaux. Die Gemeinde hat 1.744 Einwohner (Stand 1. Januar 2022), sie werden Simandrins, resp. Simandrines genannt.

## Geografie

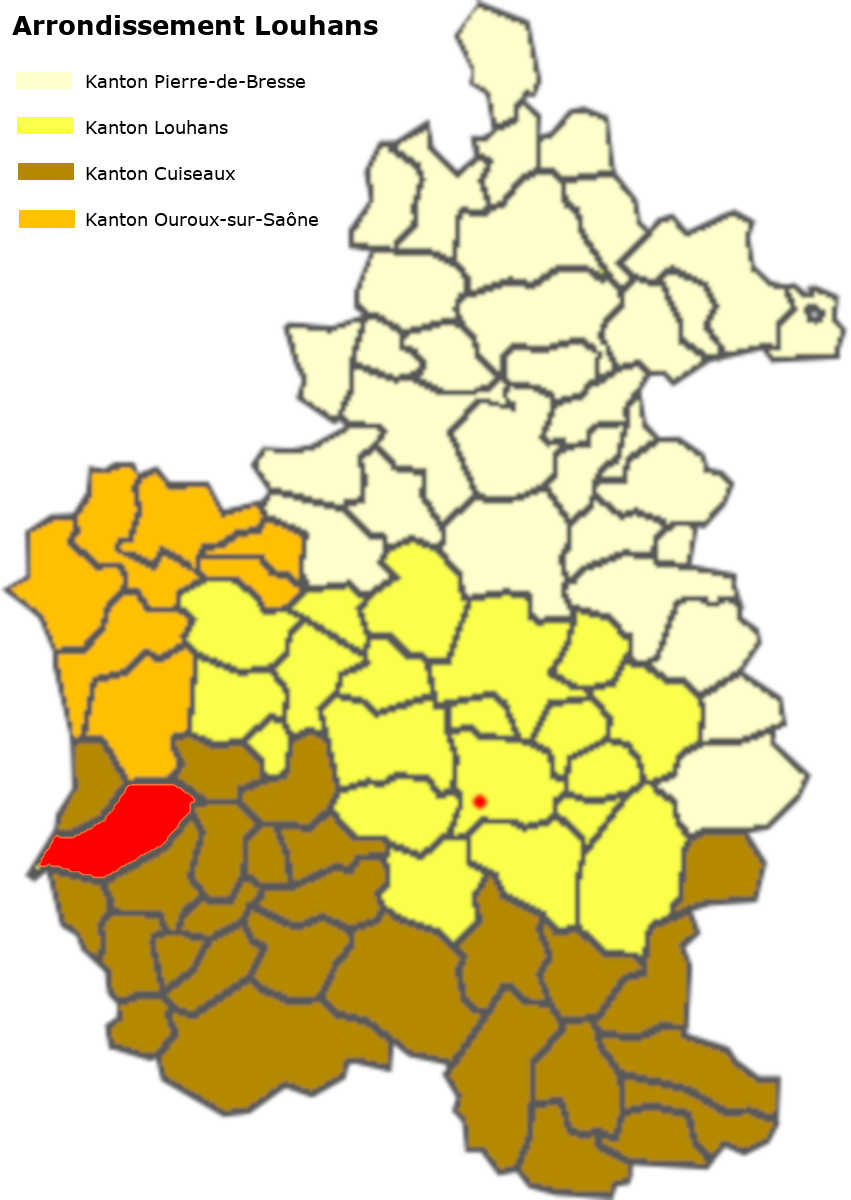
Lage der Gemeinde im Arrondissement Louhans

Die Gemeinde liegt in der Landschaft Bresse im äußersten Südwesten des Arrondissement Louhans und wird in Nord-Süd-Richtung von der Departementsstraße D933 (Saint-Germain-du-Plain–Cuisery) durchzogen. Die westliche Gemeindegrenze bildet die Saône über knapp drei Kilometer. Das Gemeindegebiet westlich der Route de Cuisery wird denn auch bereits zur Landschaft Vallée de la Saône gerechnet.
Das nördliche Gemeindegebiet entwässert der Bief du Moulin Bernard. Er entwässert eine Kette von Étangs, die im Norden der Gemeinde liegen. Den südlichen Teil entwässert der Bief du Moulin Richy. Auf dem Gemeindegebiet liegen rund dreißig Étangs. Nur das östliche Gemeindegebiet ist bewaldet, die Flächen von Laubwald ziehen sich entlang der Grenze zu Loisy, Huilly-sur-Seille und La Frette.
Die Gemeinde ist stark zersiedelt und weist folgende Weiler und Fluren auf: l’Amont, les Bordes, les Brûlés, les Bruyères-d’Arcy, les Bruyères-de-Châtenay, les Bruyères-des-Cours-Pautets, la Cathenière, Châtenay, les Cours-Paintols, les Croses, Fontaine-Basin, les Fosses, la Genetière, les Gouilles, Grande-Chaux, Lettrey, les Levrats, Mare-Michelet, les Mares-Joly, le Molard, Moulin-de-la-Croix, Moulin-du-Roi, Rimboz, les Rippes, la Serrée, le Taillet, la Teppe, Trésoire, les Uchamps, la Vanoise, le Vernois.

### Klima
Das Klima in Simandre ist warm und gemäßigt. Es gibt das ganze Jahr über deutliche Niederschläge, selbst der trockenste Monat weist noch hohe Niederschlagsmengen auf. Die Klassifikation des Klimas nach Köppen und Geiger ist Cfb ((Gemäßigtes) Ozeanklima). Die Temperatur liegt im Jahresdurchschnitt bei 12,0 °C. Der wärmste Monat ist der Juli mit einer Durchschnittstemperatur von 21,1 °C, der kälteste der Januar mit 3,3 °C. Über ein Jahr verteilt summieren sich die Niederschläge auf 1111 mm, dabei ist der November mit 118 mm der niederschlagsreichste, während März als trockenster Monat 77 mm aufweist. Über das ganze Jahr werden etwa 2754 Sonnenstunden gezählt.
|                        | Jan | Feb | Mär  | Apr  | Mai  | Jun  | Jul  | Aug  | Sep  | Okt  | Nov  | Dez |   |      |
| Mittl. Temperatur (°C) | 3,3 | 4,0 | 7,5  | 11,2 | 15,0 | 19,1 | 21,1 | 20,7 | 17,0 | 12,9 | 7,4  | 4,1 | ⌀ | 12   |
| Mittl. Tagesmax. (°C)  | 6,3 | 7,7 | 12,0 | 15,7 | 19,4 | 23,8 | 25,8 | 25,5 | 21,4 | 16,9 | 10,5 | 6,9 | ⌀ | 16   |
| Mittl. Tagesmin. (°C)  | 0,7 | 0,6 | 3,2  | 6,4  | 10,3 | 14,2 | 16,2 | 15,9 | 12,8 | 9,3  | 4,5  | 1,6 | ⌀ | 8    |
|                        |     |     |      |      |      |      |      |      |      |      |      |     |   |      |
| Niederschlag (mm)      | 94  | 79  | 77   | 93   | 89   | 83   | 82   | 88   | 99   | 109  | 118  | 100 | Σ | 1111 |

| 0,7 |

| 0,6 |

| 3,2 |

| 6,4 |

| 10,3 |

| 14,2 |

| 16,2 |

| 15,9 |

| 12,8 |

| 9,3 |

| 4,5 |

| 1,6 |

| 0,7 |

| 0,6 |

| 3,2 |

| 6,4 |

| 10,3 |

| 14,2 |

| 16,2 |

| 15,9 |

| 12,8 |

| 9,3 |

| 4,5 |

| 1,6 |

## Toponymie
Simandre wird erstmals im Zusammenhang mit einem Poncianus de Cimandris 1136 erwähnt. Bleibt die Frage nach der Herkunft des Namens dieses Poncianus. Die Form lässt keinen Schluss auf einen gallo-römischen Besitz zu, wie wir ihn häufig in der Bresse kennen. Hingegen führt Littré Simandre auf, als Bezeichnung für eine Holzscheibe, die anstelle einer Glocke die Gläubigen zum Gottesdienst rief, indem mit einem Gegenstand darauf geschlagen wurde, ähnlich wie bei einem Gong. Die Bezeichnung geht zurück auf das griechische Wort für Signal und Zeichen geben. Dieses Gerät wurde häufig in arabischen Ländern verwendet, wo es den Christen untersagt war, Glocken läuten zu lassen. Spekulativ ist, ob dieser Begriff im Zusammenhang mit dem Ersten Kreuzzug nach Europa kam und eine Bezeichnung für einen Kreuzzugsteilnehmer wurde.

## Geschichte
Durch Simard zieht sich eine Römerstraße, die Chalon mit Cuisery und Louhans verband. Später führte der Pilgerweg nach Rom durch die Gemeinde, er heißt heute noch Route du Moulard. Im 15. und 16. Jahrhundert war Simandre im Besitz der Familie de Lugny, zusammen mit Ormes. Ein Teil der Pfarrei von Simandre gehörte zu Ormes, ein zweiter zur Kastellanei Cuisery. La Vanoise gehörte 1688 der Familie Potet und ging an die de Perrigny über. Trésoire gehörte den Herren von Loisy. La Serrée gehörte wohl zur Pfarrei Ormes, aber zur Gemeinde Simandre. Dort befand sich ein Schloss auf einer Anhöhe, umgeben von drei Wassergräben, das im 14. Jahrhundert den Herren von Serrée gehörte. Das Schloss lag aber schon früh in Ruinen, die Herrschaft gehörte den Familien de Lugny, de Ténarre, de la Palud, de Busseroles, de Drée, de Brancion, de Ganay, de Foix-Canolle, de Sennecey, sowie den Kastellanen von Cuisery, deren letzter 1783 der Herzog von Biron war.
Die Glockenturm stammt aus dem 12. Jahrhundert, die Apsis aus dem 16. Jahrhundert. Die Kirche wurde 1870 vergrößert. die Kollatur lag beim Bischof. Die Mühle wird seit 1350 erwähnt und erhält mit dem Tod von Karl dem Kühnen ihre Bezeichnung Moulin du Roi. Sie lieferte dem Kastellan von Cuisery den Fisch und war bis 1970 in Betrieb. Entlang der D933 bestanden ehemals etliche Sägereien und Stuhlfabriken, drei Mühlen und 1988 noch 54 Landwirtschaftsbetriebe.

### Die Herren von Simandre
Kirche und Teile der Pfarrei Simandre waren Teil der Kastellanei von Cuisery und bildete mit dieser eine Einheit.
- La Vanoise war Teil von Bantanges
- Tressoire gehörte zu den Herren von Loisy
- La Serrée gehörte zu den Herren von Ormes

## Bevölkerung
| Simandre: Einwohnerzahlen von 1793 bis 2020 | Simandre: Einwohnerzahlen von 1793 bis 2020 | Simandre: Einwohnerzahlen von 1793 bis 2020 | Simandre: Einwohnerzahlen von 1793 bis 2020 | Simandre: Einwohnerzahlen von 1793 bis 2020 |
| --- | ------------------------------------------- | ------------------------------------------- | ------------------------------------------- | ------------------------------------------- |
| Jahr |                                             |                                             |                                             | Einwohner                                   |
| 1793 | 1793                                        |                                             | 1.636                                       | 1.636                                       |
| 1800 | 1800                                        |                                             | 1.700                                       | 1.700                                       |
| 1806 | 1806                                        |                                             | 1.853                                       | 1.853                                       |
| 1821 | 1821                                        |                                             | 1.704                                       | 1.704                                       |
| 1831 | 1831                                        |                                             | 1.764                                       | 1.764                                       |
| 1836 | 1836                                        |                                             | 1.720                                       | 1.720                                       |
| 1841 | 1841                                        |                                             | 1.826                                       | 1.826                                       |
| 1846 | 1846                                        |                                             | 1.751                                       | 1.751                                       |
| 1851 | 1851                                        |                                             | 1.787                                       | 1.787                                       |
| 1856 | 1856                                        |                                             | 1.717                                       | 1.717                                       |
| 1861 | 1861                                        |                                             | 1.727                                       | 1.727                                       |
| 1866 | 1866                                        |                                             | 1.729                                       | 1.729                                       |
| 1872 | 1872                                        |                                             | 1.698                                       | 1.698                                       |
| 1876 | 1876                                        |                                             | 1.757                                       | 1.757                                       |
| 1881 | 1881                                        |                                             | 1.761                                       | 1.761                                       |
| 1886 | 1886                                        |                                             | 1.800                                       | 1.800                                       |
| 1891 | 1891                                        |                                             | 1.729                                       | 1.729                                       |
| 1896 | 1896                                        |                                             | 1.693                                       | 1.693                                       |
| 1901 | 1901                                        |                                             | 1.714                                       | 1.714                                       |
| 1906 | 1906                                        |                                             | 1.722                                       | 1.722                                       |
| 1911 | 1911                                        |                                             | 1.732                                       | 1.732                                       |
| 1921 | 1921                                        |                                             | 1.582                                       | 1.582                                       |
| 1926 | 1926                                        |                                             | 1.569                                       | 1.569                                       |
| 1931 | 1931                                        |                                             | 1.567                                       | 1.567                                       |
| 1936 | 1936                                        |                                             | 1.510                                       | 1.510                                       |
| 1946 | 1946                                        |                                             | 1.350                                       | 1.350                                       |
| 1954 | 1954                                        |                                             | 1.224                                       | 1.224                                       |
| 1962 | 1962                                        |                                             | 1.192                                       | 1.192                                       |
| 1968 | 1968                                        |                                             | 1.075                                       | 1.075                                       |
| 1975 | 1975                                        |                                             | 1.072                                       | 1.072                                       |
| 1982 | 1982                                        |                                             | 1.141                                       | 1.141                                       |
| 1990 | 1990                                        |                                             | 1.215                                       | 1.215                                       |
| 1999 | 1999                                        |                                             | 1.275                                       | 1.275                                       |
| 2009 | 2009                                        |                                             | 1.590                                       | 1.590                                       |
| 2014 | 2014                                        |                                             | 1.691                                       | 1.691                                       |
| 2020 | 2020                                        |                                             | 1.737                                       | 1.737                                       |
| Quelle(n): EHESS/Cassini bis 2006, ab 2009 INSEE Anmerkung(en): • Ab 1962 offizielle Zahlen ohne Einwohner mit Zweitwohnsitz • Höchste Einwohnerzahl 1806 mit 1853, tiefste Einwohnerzahl 1975 mit 1072 (57,9 % vom Maximum) |                                             |                                             |                                             |                                             |

| Bevölkerungsstruktur | Anzahl Einwohner | männlich | weiblich | davon Ausländer | Anteil % |
| -------------------- | ---------------- | -------- | -------- | --------------- | -------- |
|                      | 1742             | 874      | 868      | 27              | 1,5      |

| Männer | Alterstufe | Frauen |
| ------ | ---------- | ------ |
| 5      | 90 + älter | 4      |
| 64     | 75–89      | 74     |
| 167    | 60–74      | 180    |
| 167    | 45–59      | 159    |
| 167    | 30–44      | 156    |
| 116    | 15–29      | 121    |
| 189    | 0–14       | 174    |

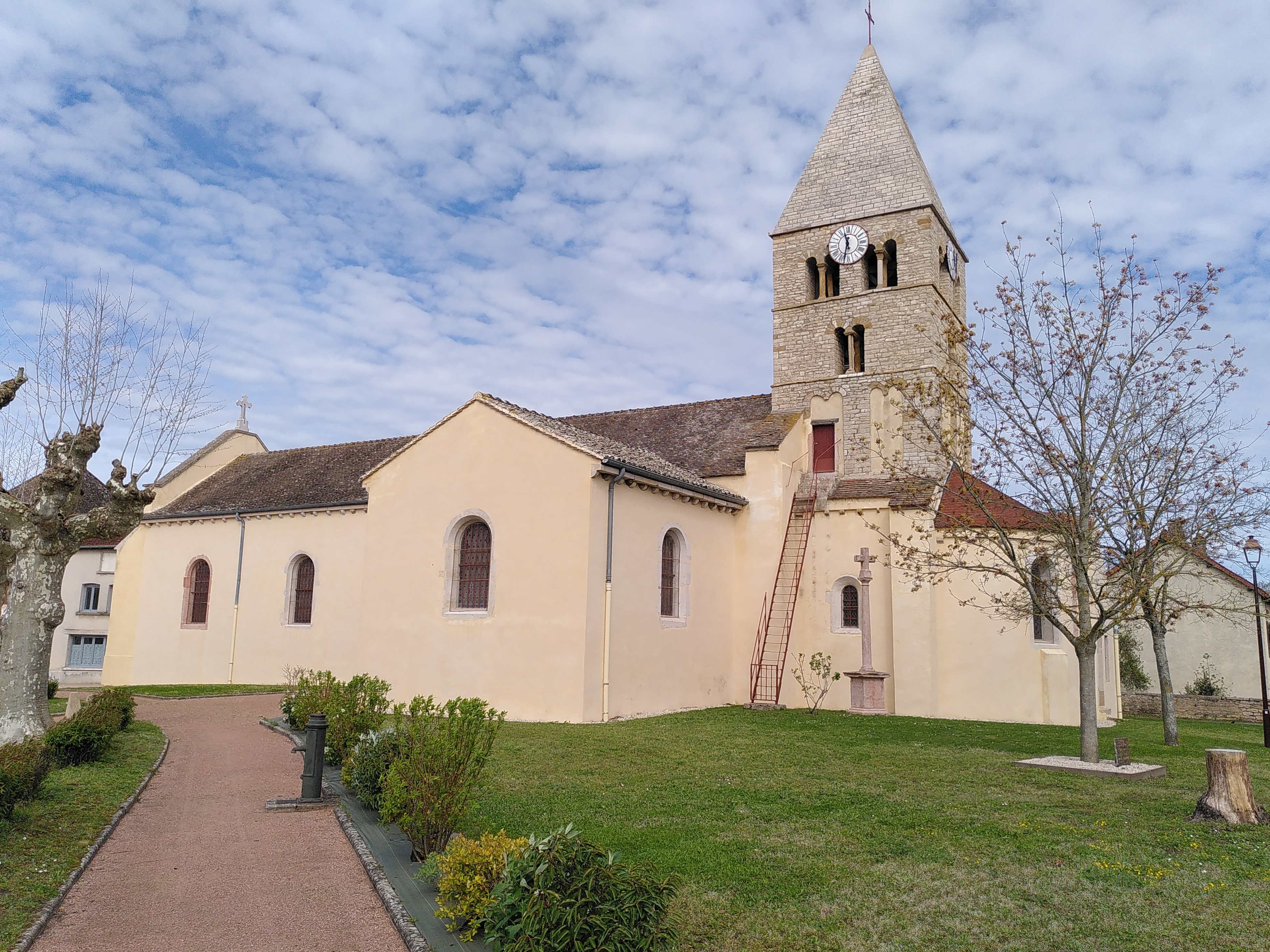
Kirche von Simandre – geweiht Saint-Jean Baptiste (Johannes der Täufer)

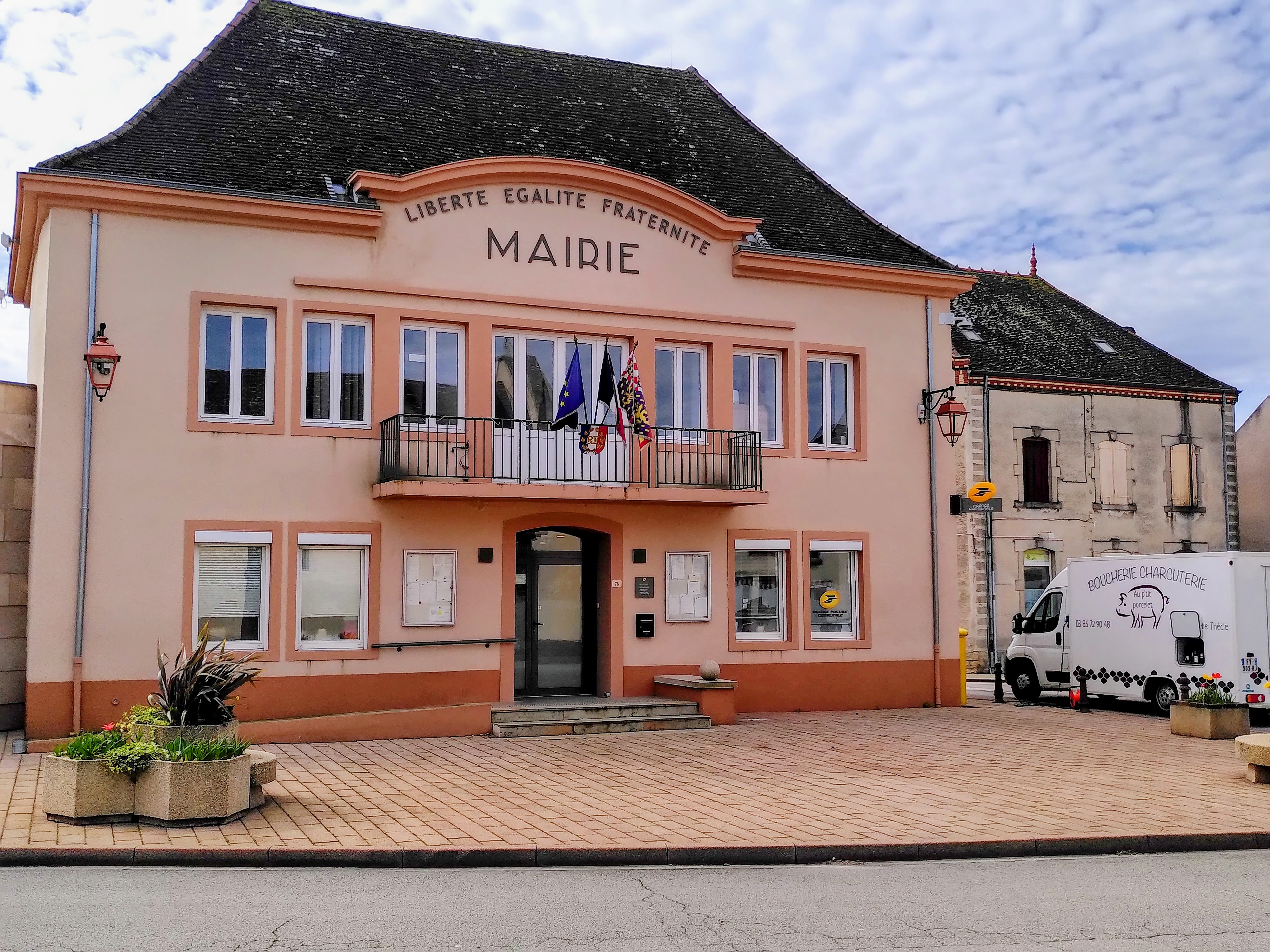
Gemeindeverwaltung von Simandre

Die Bevölkerungsstruktur zwischen Männern und Frauen ist ausgeglichen. Dabei sind 53 % der Bevölkerung jünger als 45 Jahre. Die Gruppe der unter 15-Jährigen bildet die stärkste Bevölkerungsgruppe und macht 21,5 % aus. Demgegenüber sind 28 % der Einwohner älter als 60 Jahre und damit im Rentenalter. Diese Struktur dürfte auf die Tatsache zurückzuführen sein, dass seit 1999 dank einer regen Bautätigkeit die Wohneinheiten um 30 % zugenommen haben. Dadurch dürfte ein Zuzug von jungen Familien mit Kindern erfolgt sein.
| Wohnstruktur               | Anzahl Wohneinheiten | davon Häuser | Wohnungen | sonstige |
| -------------------------- | -------------------- | ------------ | --------- | -------- |
|                            | 847                  | 783          | 61        | 3        |
| davon Hauptwohnsitz        | 731                  |              |           |          |
| Zweit- oder Ferienwohnsitz | 53                   |              |           |          |
| vakant                     | 63                   |              |           |          |

## Wirtschaft und Infrastruktur

### Unternehmen, Betriebe, Ladengeschäfte und Einrichtungen
In der Gemeinde gibt es nebst Kirche und Mairie (Gemeindehaus) folgende Unternehmen nach Branchen:
| Branche                                                           | Anzahl Betriebe |
| ----------------------------------------------------------------- | --------------- |
| Industrie und verarbeitendes Gewerbe                              | 19              |
| Baugewerbe                                                        | 18              |
| Groß- und Einzelhandel, Verkehr, Beherbergung und Gastronomie     | 24              |
| Information und Kommunikation                                     |                 |
| Finanz- und Versicherungsdienstleistungen                         | 1               |
| Grundstücks- und Wohnungswesen                                    | 7               |
| Freiberufliche, wissenschaftliche und technische Dienstleistungen | 9               |
| Öffentliche Verwaltung, Unterricht, Gesundheits- und Sozialwesen  | 13              |
| Sonstige Dienstleistungen                                         | 10              |
| Land- und Forstwirtschaftsbetriebe                                | 8               |

In der Gemeinde befinden sich zwei Bäckereien, eine Metzgerei, ein Gemischtwarenladen, ein Blumenladen, drei Coiffeur- und ein Schönheitssalon, eine Papeterie und eine Immobilienagentur, ferner drei Autogaragen, ein Elektrogeräteladen, fünf Bauhandwerksbetriebe, drei Schreinerei-/Zimmereien, ein Elektriker, zwei Maler/Gipser und zwei Installateurbetriebe. Im Ort befinden sich ein Tennis-, ein Fußball- und ein Pétanqueplatz, eine Turn- und Sporthalle und ein Skatepark, eine Arztpraxis, zwei Physiotherapeuten, eine Podologiepraxis, eine Apotheke, eine Hebamme und zwei Krankenschwestern, ein Mehrzwecksaal, ein Taxiunternehmen, ein Hotel (6 Zimmer), vier Restaurants, eine Gîte, eine Bibliothek und eine Post. Mit den weiteren Gütern des täglichen Bedarfs versorgen sich die Einwohner in Cuisery und in Tournus.

### Geschützte Produkte in der Gemeinde
Als AOC-Produkte sind in Simandre Crème et beurre de Bresse zugelassen, ferner Volaille de Bresse und Dinde de Bresse.

### Bildungseinrichtungen
In der Gemeinde besteht eine École primaire (École maternelle und École élémentaire), die der Académie de Dijon untersteht und von 159 Kindern besucht wird. Für die Schule gilt der Ferienplan der Zone A.

## Sehenswürdigkeiten
- Kirche Saint-Jean-Baptiste (Johannes der Täufer) aus dem 12. Jahrhundert, Beschreibung und Fotos der Kirche[22]

## Persönlichkeiten
- Hector-Irénée Sévin (1852–1916), römisch-katholischer Geistlicher, Erzbischof von Lyon 1912–1916